# 薩埵峠
35°04′18.1″N 138°32′28.2″E / 35.071694°N 138.541167°E

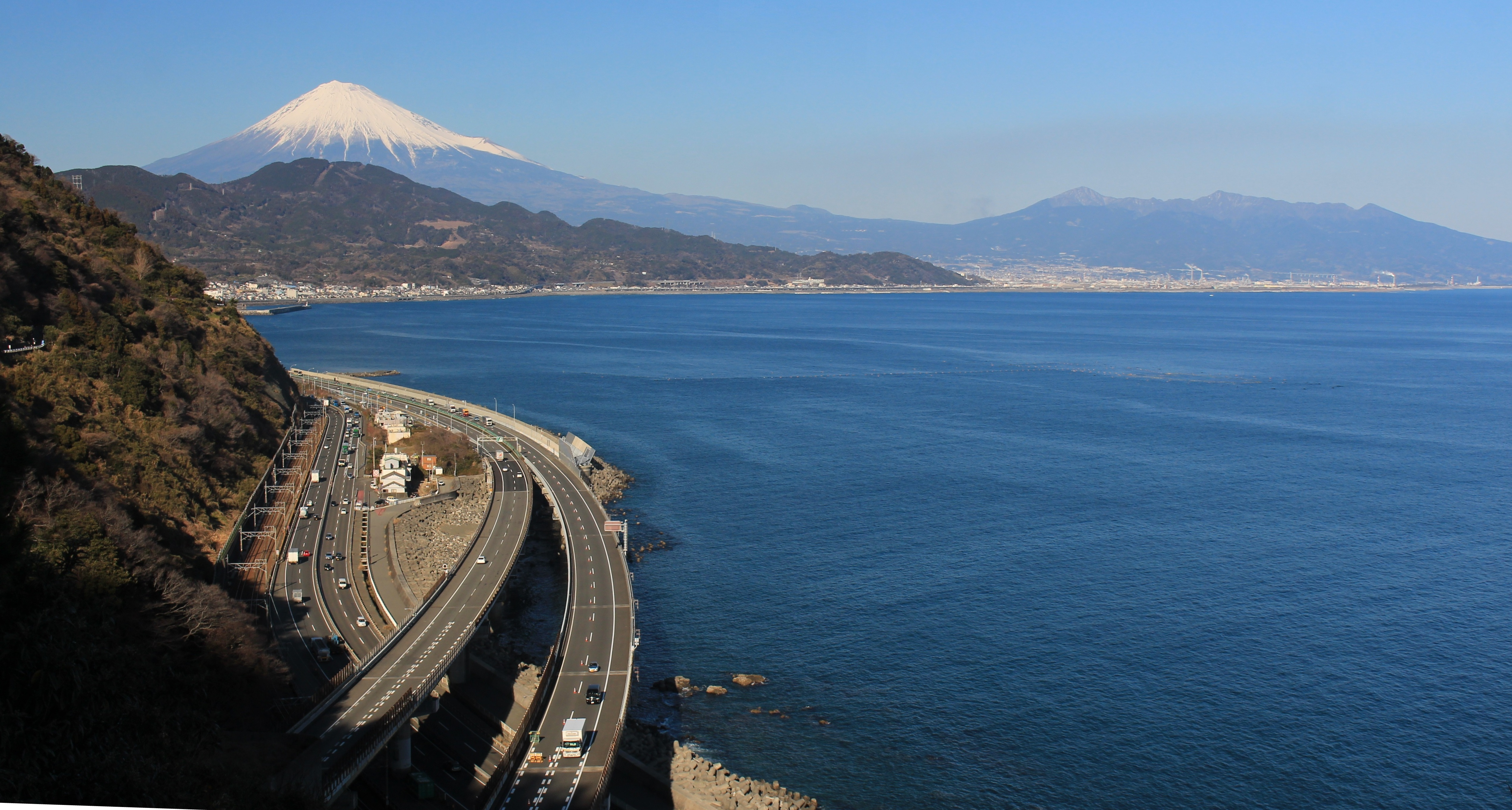
從薩埵峠眺望富士山及駿河灣

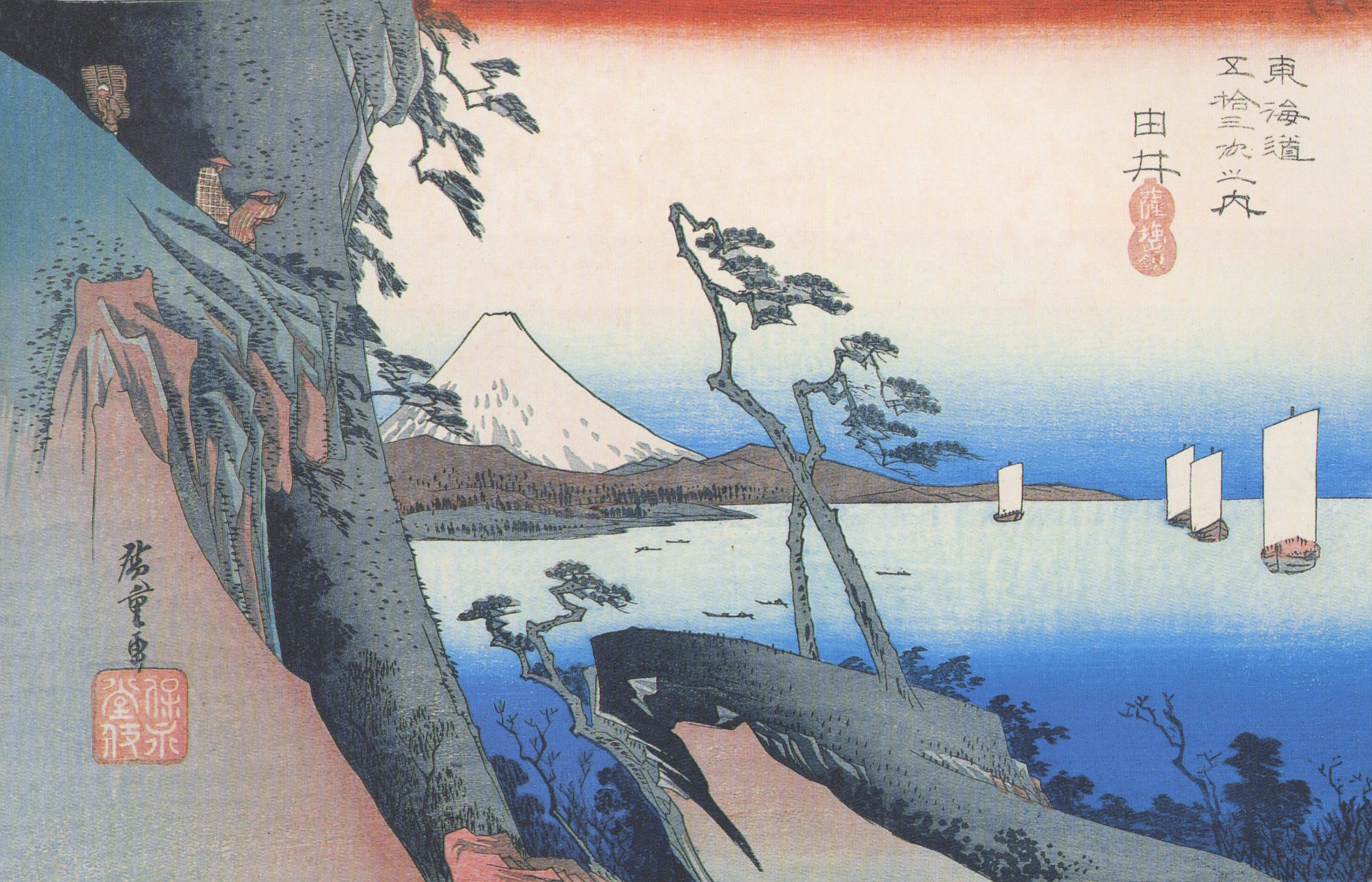
歌川廣重畫作《東海道五十三次・由比》

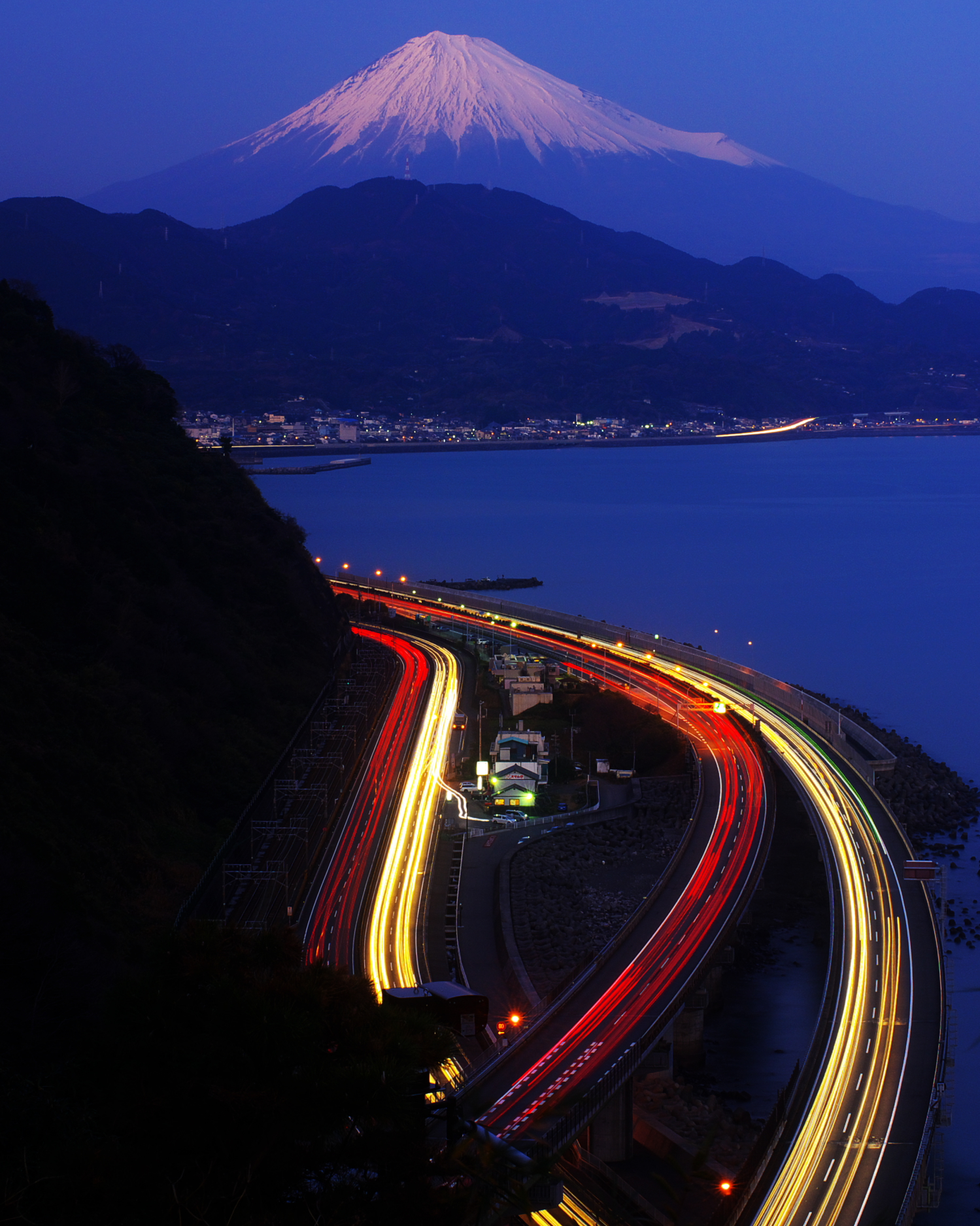
日落時分的薩埵峠與富士山。圖中車軌（道路光跡）從左至右為國道1號與東名高速道路。

薩埵峠（日语：／ Satta tōge */?）是位於日本靜岡縣靜岡市清水區由比町的山口，緊鄰駿河灣。在江戶時代是東海道的路段之一，位於東海道五十三次的由比宿和興津之間；近代至今則有東海道本線、國道1號、東名高速道路等日本重要交通動脈行經於此，加上擁有可同時眺望富士山與駿河灣的風景，使其成為日本的交通要衝及景點之一。
由於「埵」字在JIS字元編碼中屬於2000年才編入的「第3水準漢字」，因此現在也表記為「薩堆峠」、或以和漢混用寫作。

## 概要

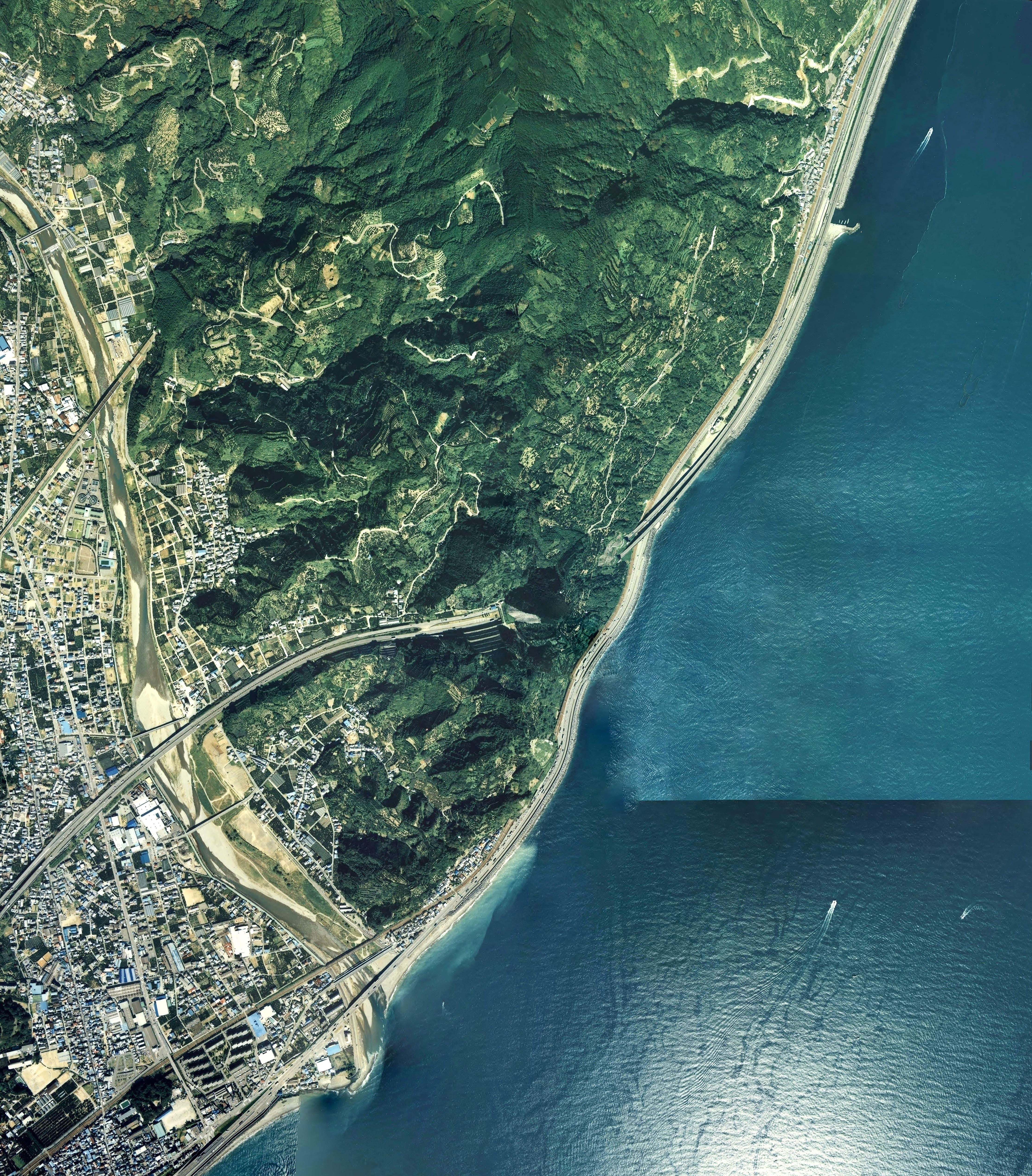
1988年拍攝的薩埵峠周邊空照圖。可見國道1號、東名高速道路、東海道本線沿海岸線通行。

薩埵峠位於舊清水市與舊由比町交界處，此處為山海相接的陡峭地形，缺少方便人車通行的平地，因而與箱根峠、鈴鹿峠並稱東海道的三大難關。也因地形使然，古代的薩埵峠是向山側迂迴通行。在日本的交通幹道中，擁有類似地形的還有位於新潟、富山兩縣交界的親不知。
從峠眺望富士山和駿河灣的景色，是東海道五十三次中的絕景之一。直至今日，薩埵峠也是東名高速道路的重要景點。

## 現況
現在國道1號在此沿海岸線通行，古代薩埵峠的位置偏離主要道路。峠的最高點設有石碑、停車場等。正下方是東名高速道路的薩埵隧道。

## 災害
當地的地質脆弱不穩定，自古以來就是經常發生山崩的場所。
1707年：因寶永地震而發生山崩。
1854年：因安政東海地震而發生山崩。但也因為地震造成海岸隆起，人們可以從海邊通行不用走迂迴的山路。
1892年、1938年、1948年：各自發生原因不明的山崩，造成東海道本線暫時中斷。
1974年7月7日：因静岡縣的集中豪雨（七夕豪雨）而產生土石流，東海道本線因此中斷6天。
2014年：因颱風巴逢的影響，造成東海道本線暫時中斷。
國道1號在大型颱風接近時，常有大浪拍打護欄造成零件散落，或是海水直接打上路面，而造成道路暫時封閉的情況。東海道本線若遇到海浪過大，也會有暫停運行的情況。

## 關連項目
- 薩埵峠之戰 (南北朝時代)（日语：薩埵峠の戦い (南北朝時代)）
- 薩埵峠之戰 (戰國時代)（日语：薩埵峠の戦い (戦国時代)）
- 糸魚川靜岡構造線

## 外部連結
- さった峠展望台へのアクセス
- 薩埵峠 ハローナビしずおか （页面存档备份，存于）
- さった峠 富士山ライブカメラ （页面存档备份，存于）